# العصر الذهبي البولندي

يمثل العصر الذهبي البولندي فترة النهضة في بولندا ودوقية ليتوانيا الكبرى، استمر من أواخر القرن الخامس عشر حتى وفاة الملك زغمونت الثاني أوغست، آخر ملوك أسرة ياغيلون، في 1572. يرى بعض المؤرخين أن العصر الذهبي البولندي استمر حتى منتصف القرن السابع عشر، عندما اجتاحت انتفاضة شميلنكي (1648-1657) والغزو السويدي الكومنولث البولندي الليتواني. خلال العصر الذهبي، أصبح الكومنولث واحدة من أكبر الممالك في أوروبا، إذ امتد من إستونيا الحديثة في الشمال إلى مولدافيا في الشرق وبوهيميا في الغرب.
نما الكومنولث في القرن السادس عشر إلى ما يقارب مليون كيلومتر مربع، وبلغ عدد سكانه 11 مليون نسمة. ازدهر بسبب صادراته الكبيرة من الحبوب والخشب والملح والقماش إلى أوروبا الغربية عبر موانئ بحر البلطيق غدانسك والبلنغ وريغا وميميل (كلايبيدا) وكونيغسبرغ. وشملت المدن الرئيسة في الكومنولث بوزنان وكراكوف ووارسو ولفيف وفيلنيوس وتورون، ولفترة من الزمن في القرن السابع عشر، كييف. استطاع جيش الكومنولث الدفاع عن المملكة في وجه الغزو الأجنبي، وانخرط أيضًا في حملات عدوانية ضد جيران بولندا. تلا ذلك الاستقطاب البولوني في المناطق المسيطر عليها، على الأقل بين الطبقات السياسية المؤثرة، وأصبحت اللغة البولونية لغة التواصل المشترك في أوروبا الوسطى والشرقية.
كان الكومنولث في عصره الذهبي واحدًا من أقوى الدول في أوروبا. تمتع بنظام حكم فريد، عرف باسم «الحرية الذهبية»، الذي يعتبر جميع النبلاء (طبقة الشلختا)، بغض النظر عن أوضاعهم الاقتصادية، متساوين ويتمتعون بحقوق قانونية وامتيازات واسعة. من سمات هذا النظام حق النقض الحر (ليبيروم فيتو)، الذي استخدم أول مرة في 1653. شكل النبلاء، الذين يضمون الشلختا والأقطاب، نحو 8-10% من سكان الكومنولث.

## الثقافة في عصر النهضة البولندية

### محو الأمية والتعليم واحتضان الفكر

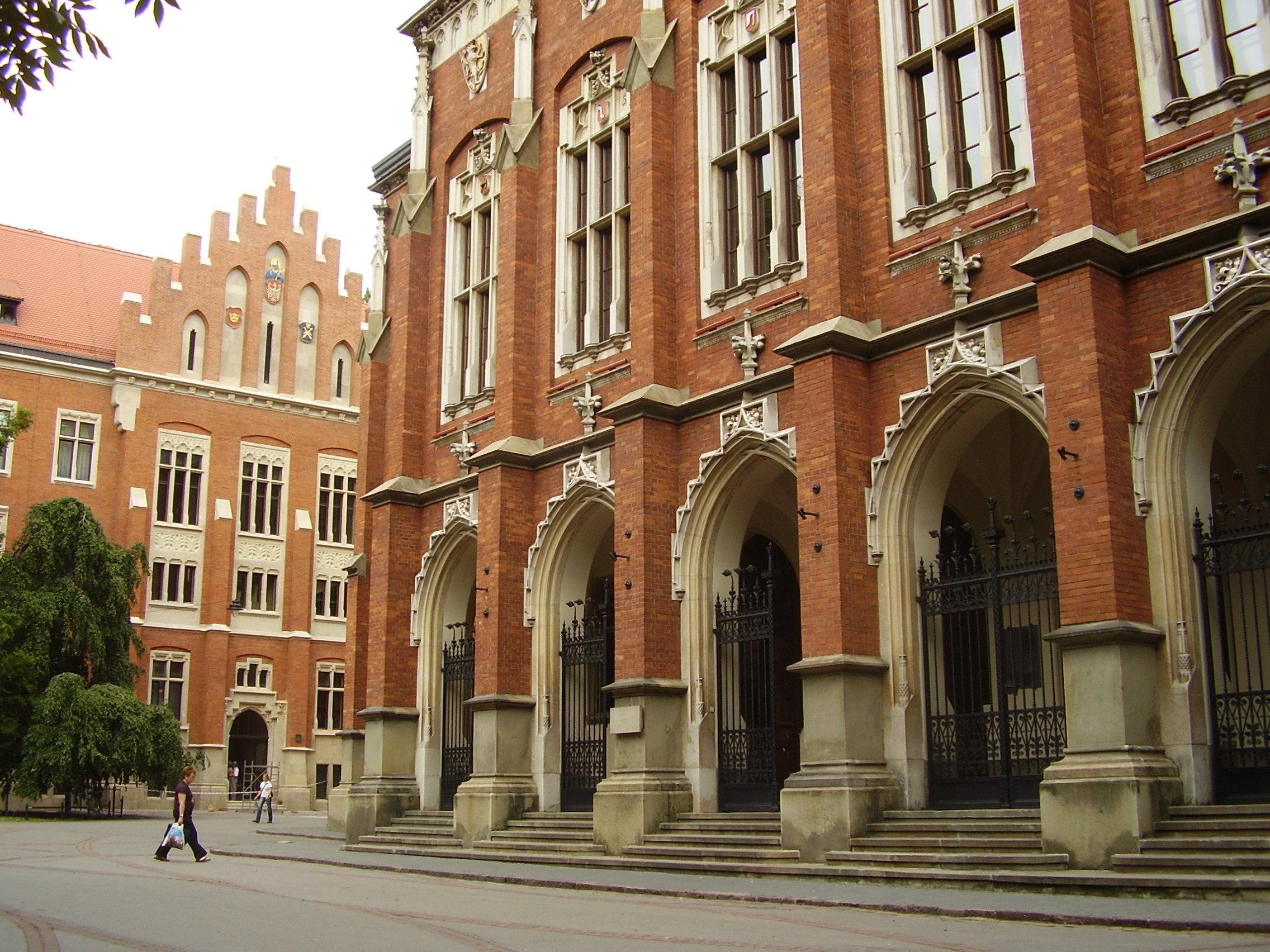
جامعة ياغيلونيا في كراكوف

بدأت صناعة الطباعة البولندية في كراكوف في 1473، وبحلول أوائل القرن السابع عشر تواجدت نحو 20 دار طباعة داخل الكومنولث: ثمانية في كراكوف، ومعظم البقية في غدانسك وتورون وزاموشتش. ضمت أكاديمية كراكوف مكتبات زاخرة؛ وأخذت المكتبات الأصغر تنتشر على نحو متزايد في محاكم ومدارس النبلاء، وفي منازل أهالي المدن. تراجعت مستويات الأمية، إذ ضمت كل أبرشية تقريبًا مدرسة بحلول نهاية القرن السادس عشر.
تأسست أكاديمية لوبرانسكي، وهي مؤسسة للتعليم العالي، في بوزنان في 1519. وأسفر الإصلاح البروتستانتي عن إنشاء عدد من صالات الألعاب الرياضية، والمدارس الثانوية الموجهة أكاديميًا، وبعضها ذو شهرة دولية، إذ أرادت الطوائف البروتستانتية اجتذاب الداعمين من خلال تقديم تعليم عالي الجودة. وكان رد الفعل الكاثوليكي إنشاء الكليات اليسوعية الشبيهة. ردت جامعة كراكوف بدورها بتأسيس برامج إنسانية رياضية خاصة بها.
برزت الجامعة نفسها بين القرنين الخامس عشر والسادس عشر، عندما جذبت كليات الرياضيات وعلم الفلك والجغرافيا على وجه الخصوص الكثير من الطلاب من الخارج. كانت اللاتينية واليونانية والعبرية وآدابها خيارًا شائعًا للدراسة أيضًا. وبحلول منتصف القرن السادس عشر، دخلت المؤسسة مرحلة أزمة، وبحلول أوائل القرن السابع عشر تراجعت إلى منهج توافقي مضاد للإصلاح. استغل اليسوعيون النزاع الداخلي وأسسوا في 1579 كلية جامعية في فيلنيوس، ولكن جهودهم الرامية إلى التفوق على أكاديمية كراكوف لم تنجح. وفي ظل هذه الظروف، اختار الكثير من الطلاب متابعة دراستهم في الخارج.
دعم زغمونت الأول العجوز، الذي بنى قلعة فافل في عصر النهضة القائمة حتى الآن، وابنه زغمونت الثاني أوغست، الأنشطة الفكرية والفنية وأحاطا نفسيهما بالنخبة الإبداعية. وتبعهم في ذلك الكنسيون واللوردات الإقطاعيون والأرستقراطيون في المدن الكبرى.

### العلوم

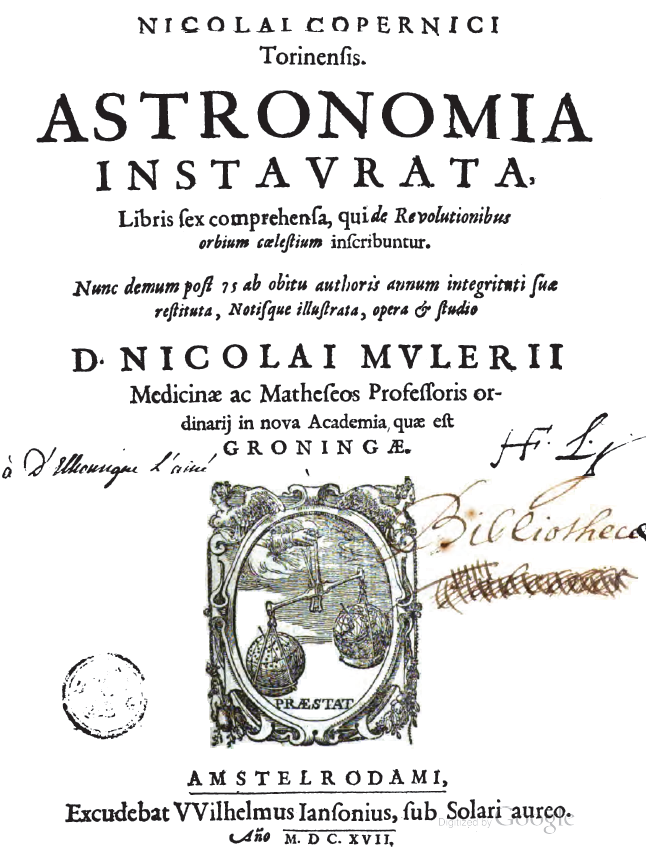
الكتاب في دورات الكواكب السماوية لنيكولاس كوبرنيكوس (1473–1543)

بلغ العلم البولندي أوجَه في النصف الأول من القرن السادس عشر عندما شُكك بوجهات نظر القرون الوسطى وسُعي نحو تفسيرات أكثر عقلانية. هز الكتاب في دورات الكواكب السماوية، الذي نشره كوبرنيكوس في نورنبرغ في 1543، نظام القيم التقليدية الذي يدعي فهم الكون المادي، متخليًا عن النموذج البطلمي المتمحور حول الإنسان الذي اعتمدته المسيحية، وبذلك أطلق البحث العلمي إلى الحرية. أقام العلماء البارزون عمومًا في تلك الفترة في مناطق مختلفة من البلاد، وعلى نحو متزايد، كانت الغالبية من أصل حضري، لا من الطبقة نبيلة.
قدم كوبرنيكوس، ابن تاجر توروني من كراكوف، الكثير من المساهمات في العلوم والفنون. واستلهم إبداعه العلمي في جامعة كراكوف، ودرس في وقت لاحق في الجامعات الإيطالية. كتب كوبرنيكوس الشعر اللاتيني، ووضع نظرية اقتصادية، وعمل بصفة مدير إكليركي، وناشط سياسي في السيميكس البروسية (تجمعات محلية برلمانية الطابع)، وقاد الدفاع عن أولشتين ضد قوات ألبرشت. وعمل بصفته عالم فلك على نظريته العلمية لسنوات كثيرة في فرومبورك، حيث توفي.
ذاع صيت جوزيفوس ستروثيوس بصفته طبيبًا وباحثًا في المجال الطبي. كان برنارد فابوسكي رائدًا في رسم الخرائط البولندية. نشر ماتشي ميخوفيتا، وهو عميد في أكاديمية كراكوف، في 1517 كتابًا يترجم عنوانه إلى «أطروحة في اثنين من السرماتيين»، وهو أطروحة حول جغرافيا الشرق، إذ قدمت استقصاءات البولنديين عن المنطقة خبرة مباشرة لبقية أوروبا. كان أندريه فريتش مودريفسكي أحد أعظم منظري الفكر السياسي في عصر النهضة الأوروبية. ونُشر كتابه الأكثر شهرة عن تحسين الكومنولث في كراكوف في 1551. انتقد مودريفسكي العلاقات المجتمعية الإقطاعية واقترح إصلاحات واقعية واسعة النطاق. ورأى أن من المفترض أن تخضع جميع الطبقات الاجتماعية للقانون على نحو متساوٍ، وأراد أن يخفف من أوجه عدم المساواة القائمة. كان مودريفسكي، المؤلف المؤثر والمترجم، من المؤيدين المتحمسين للحل السلمي للصراعات الدولية. ذاع صيت الأسقف فافجينيتس غوشليسكي (غوزليشيوس)، الذي كتب ونشر في عام 1568 دراسة بعنوان عن المستشار الأفضل (المستشار في الترجمة الإنجليزية 1598)، وكان مفكرًا سياسيًا غربيًا مؤثرًا.
كتب المؤرخ مارتشين كرومر عن أصول البولنديين وأعمالهم في 1555 وبولونيا في 1577، وهي أطروحة تحظى بتقدير كبير في أوروبا. كتب مارتشين بيلسكي كتابًا باسم سجلات العالم كله، الذي تناول التاريخ العالمي نحو.1550 غطت سجلات ماتشي ستريكوفسكي (1582) تاريخ أوروبا الشرقية.

### الأدب
بدأ الأدب البولندي الحديث في القرن السادس عشر. خلال ذلك الوقت، كانت اللغة البولندية، التي تعرفها جميع فئات المتعلمين، تنضج وتخترق مجالات الحياة العامة، متضمنةً المؤسسات البلدية والقانون والكنيسة والاستخدامات الرسمية الأخرى، وتعايشت مع اللاتينية في فترة من الزمن. كان كليمنس يانيسكي، أحد شعراء اللغة اللاتينية في عصر النهضة، شاعرًا بابويًا من أصل فلاحي. كتب مؤلِف آخر من طبقة الدهماء يدعى بيرنات من لوبلين نسخته الخاصة من خرافات إيسوب باللغة البولندية، مغذيًا إياها بآرائه الاجتماعية الراديكالية.
اخترقت اللغة البولندية الأدب بتأثير الإصلاح الذي قدمته كتابات ميكولاي ريه. في كتابه خطاب موجز، وهو كتاب ساخر نشر في 1543، يدافع ريه عن قن (خادم) أمام كاهن ورجل نبيل، لكنه في أعماله اللاحقة يحتفى بأفراح الحياة المسالمة والحظية لرجل محترم ريفي. ترك ريه، الذي كان إرثه الأهم الترويج الجريء للغة البولندية، مجموعة كبيرة ومتنوعة من القطع الأدبية. أتقن لوكاس غورنيسكي، وهو مؤلف ومترجم، النثر البولندي في تلك الفترة. وأصبح صديقه يان كوخانوفسكي واحدًا من أعظم الشعراء البولنديين على مر العصور.
ولد كوخانوفسكي في 1530 في عائلة نبيلة ميمونة. درس في شبابه في جامعات كراكوف وكونيغسبرغ وبادوفا وسافر في أنحاء أوروبا. عمل بصفة سكرتير ملكي مدة من الزمن، ثم استقر في قرية تشيرنولاس، وهي جزء من ميراث عائلته. يلفت نتاج كوخانوفسكي الإبداعي المتنوع النظر لعمق الأفكار والمشاعر التي يشاركها مع القارئ، ولجمالها وكمالها الشكلي الكلاسيكي. من أعمال كوخانوفسكي الأكثر شهرة فراسكاس (تفاهات)، والشعر الملحمي، وكلمات أغاني دينية، والدراما التراجيدية إقالة المبعوثين اليونانيين، والعمل الأكثر تقديرًا ثرينوديز أو المراثي، الذي كتبه بعد وفاة ابنته الصغيرة. يصل الشاعر ميكوواي سب شاجينسكي، وهو سيد الأشكال الأدبية الصغيرة، بين أواخر عصر النهضة وبدايات فترة الباروك الفنية.